# Montfaucon (Lot)
Montfaucon è un comune francese di 545 abitanti situato nel dipartimento del Lot nella regione dell'Occitania.

## Società

### Evoluzione demografica
Abitanti censiti